# Mike Sergeant
James Malcolm Sergeant, conhecido pelo nome Mike Sergeant (8 de janeiro de 1945) é um músico guitarrista escocês radicado em Portugal.
É pai da actriz Julie Sergeant do seu relacionamento com a actriz Guida Maria, e do fotojornalista Mike Sergeant, de outro relacionamento.

## Biografia
James Malcolm Sergeant nasceu em Stirling, Stirling and Falkirk, na Escócia no ano em que acabou a 2ª Guerra Mundial. Tocou com os Studio 6 com quem veio a Portugal, em 1968, para fazer o Carnaval na Ronda.
Após o fim do grupo, em 1969, veio para Portugal para tocar no Quinteto Académico (então designado Quinteto Académico + 2). Grava também com os Mechanical Dream.
No final desse ano entrou para os Objectivo. Com estes tocou no Festival de Vilar de Mouros de 1971.
Em 1972 entrou para o Quarteto 1111 para substituir Tozé Brito que, durante dois anos, deixou o grupo para se dedicar aos estudos em Londres. Entra também para os Green Windows com quem grava a versão em espanhol de "Vinte Anos".
Ainda com Tozé Brito tocou numa das últimas formações dos Green Windows e no Natal de 1976 aparecem os Gemini, de que também faziam parte Teresa Miguel e Isabel Serrão depois substituída por Fátima Padinha. Em 1977 lança a solo um single com os temas "Do You Wanna Make Love" e "Better Days". Os Gemini vencem o Festival RTP da Canção, em 1978, com "Dai-li-dou".
Colabora com José Cid no álbum "10.000 Anos Depois entre Vénus e Marte" de 1978.
Em 1979, após o fim dos Gemini, grava a solo o single "Ana/ O Homem Que Vendia Balões". Começa a tocar regularmente com José Cid.
Deixa entretanto os palcos para se dedicar mais ao trabalho de estúdio, primeiro com as Doce, em parceria com Tozé Brito, depois como "freelancer" em várias editoras. Sergeant faz com Tozé Brito a canção Amanhã de manhã, single de estreia das Doce - um dos maiores êxitos da banda - e outros  temas do ábum de estreia OK KO (1980).

### Discografia a solo
- Do You Wanna Make Love / Better Days (Single, Philips, 1977)
- Ana / O Homem Que Vendia Balões (Single, Polygram, 1979)